# ملعقة طعام
- ملعقة شاي

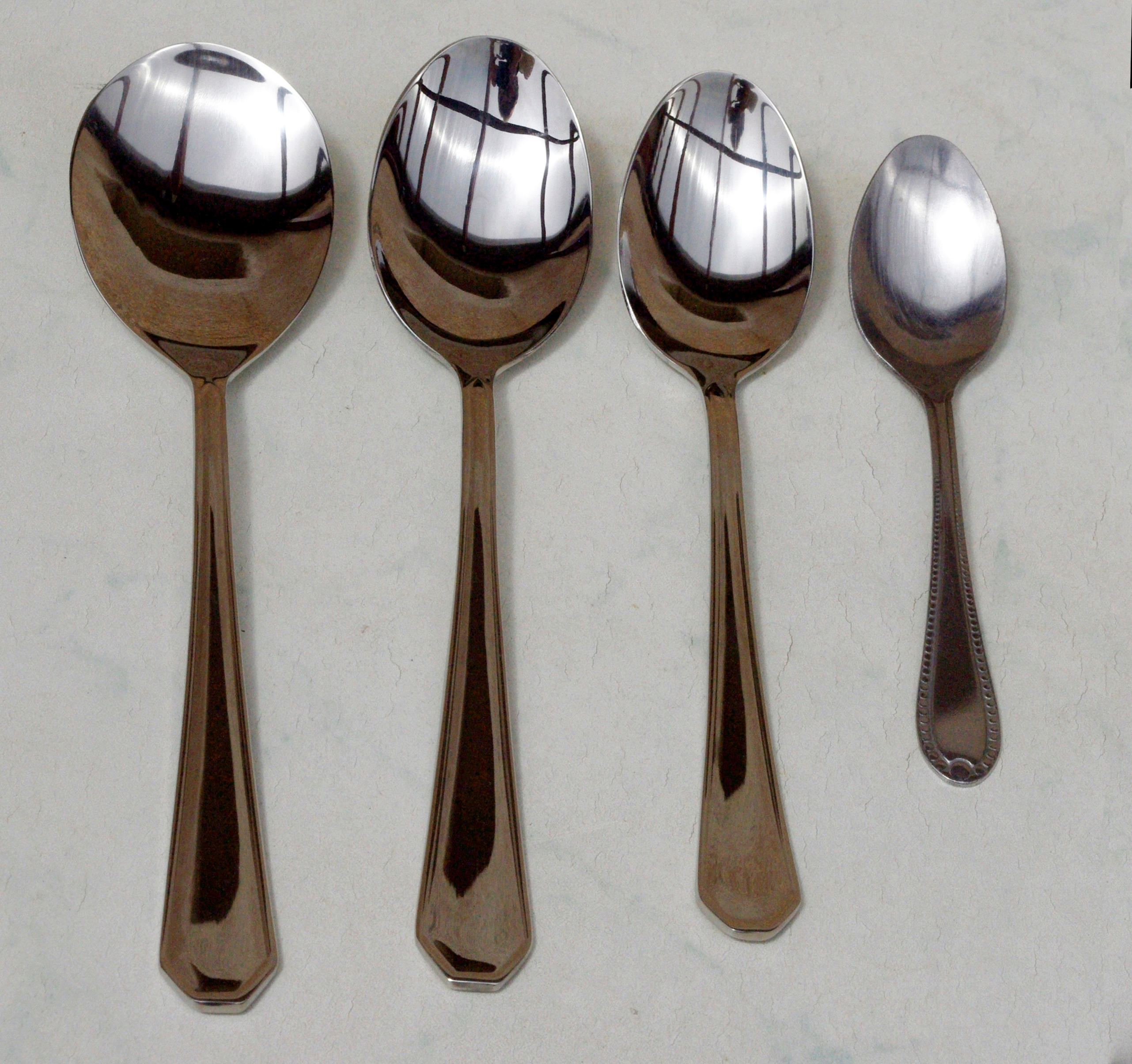
من اليمين إلى اليسار: ملعقة شاي
ملعقة التحلية
ملعقة طعام
ملعقة غرف

ملعقة الطعام هي ملعقة كبيرة تستخدم بشكل أساسي لتناول الطعام، وغالباً ما يكون مقاسها أكبر من ملعقة التحلية وملعقة الشاي، وأصغر من ملاعق الغّرْف؛ ويتفاوت القياس حسب المناطق الجغرافية.
من جهة أخرى، يستخدم مصطلح ملعقة الطعام مكيالاً في الطبخ وتحضير الطعام على هيئة وحدة معيارية من أجل قياس الحجم. وتبلغ تلك القيمة وفق النظام المتري في الدول الغربية (دول الاتحاد الأوروبي والمملكة المتحدة) مقدار 15 ميلي لتر (مل)؛ في حين أنها في الولايات المتحدة بمقدار 14.8 مل (وذلك يعادل نصف أونصة سائلة أمريكية (USoz))؛ أما في أستراليا فهي 20 مل.